# T. Horváth Ágnes
Tóthné Horváth Ágnes (Nyíregyháza, 1959. január 22. –) magyar történész, egyetemi tanár, az ókori Róma történetének kutatója.

## Tanulmányai
Nyíregyházán kezdett el tanulni, előbb a Kodály Zoltán Általános Iskolában (akkor 4-es Számú Általános Iskola), majd 1973 és 1977 között a Kölcsey Ferenc Gimnázium és Szakközépiskolában.1977-ben felvételt nyert a szegedi József Attila Tudományegyetem magyar–történelem–latin speciális képzésére. 1984-ben doktori címet szerzett a szegedi egyetemen, 1999-ben PhD-fokozatot szerzett ókortudományból a debreceni Kossuth Lajos Tudományegyetemen.

## Munkahelyei

### Középiskolai oktatás
1982 és 1989 között tanított a szegedi Kossuth Zsuzsanna Egészségügyi Szakközépiskola és Szakiskolában magyar nyelv- és irodalom, történelem, filozófiatörténet és orvosi latin tárgyat. Emellett a társadalomtudományi munkaközösség és a filozófia szakvezető tanára volt. A rendszerváltás során "diákmozgalmat segítő pedagógus" lett.

### Főiskolai oktatás
1982-től óraadóként, majd 1986 és 1988 között félállásban dolgozott a JATE Ókortörténeti Tanszékén. 1989 és 2007 között a JGYTFK Történettudományi Tanszékén dolgozott. A tanszéki oktatómunkán kívül szervezője volt a IV. Béla baráti körnek. 1993 és 1999, illetve 2006 és 2007 során tanszékvezető helyettesi, az 1997/1998-as tanév során megbízott tanszékvezető pozíciót látott el. 2004 és 2007 között a kar Kredit- és Oktatási Bizottságának elnöke volt. 2007 óta az SZTE BTK Történeti Segédtudományok Tanszékének oktatója.

## Érdeklődési területei
Kutatási területei közé tartozik az ókori Római Birodalom utolsó évszázadainak története és művészettörténete, Sidonius Apollinaris levelezései, a Mediterrán térség mitológiája, művészete, a görög klasszikus kor topográfiája, illetve Róma város története és annak forrásai.

## Tudományos társulati tagság
- MTA Köztestületi tagja[2]
- Magyar Neolatin Társaság[3] (2001 óta)

## Kitüntetései
- Pro Iuventute Kiváló Dolgozó I. fokozata (1995)
- Pro Iuventute emlékplakett (2005)

## Főbb művei[4]

### Értekezések
- Az V. század műveltségének és latin nyelvű levelezésének néhány kérdése. Bölcsészdoktori disszertáció. Szeged, JATE BTK, 1984.
- A Római Birodalom latin nyelvű levélirodalmának néhány aspektusa. (Tanulmányok a latin nyelvű levelezés köréből) - PhD disszertáció. Debrecen, DE BTK, 1999. 350 p. és mellékletek.

### Monográfiák
- A római levelezés három évszázada. Szeged, Belvedere Meridionale, 2002.
- Róma ókori városközpontja. A Forum Romanum és közvetlen környezetének története. Szeged, Historiaantik Kiadó, 2011.
- Augustus foruma Rómában. Belvedere Meridionale, Szeged, 2016.
- Könyv és könyvtár az ókorban. (Hoffmann Zsuzsannával közösen) Szeged, JATEPress, 2016.
- Ókori kertek. (Hoffmann Zsuzsannával közösen) Szeged, JATEPress, 2018.

### Segédkönyvek
- Technikatörténeti összehasonlító kronológia. Szeged, JGYTF Kiadó, 1992,
- Az ókori Mediterraneum térségének vallásai és mítoszai. /JGYTF Történettudományi Tanszék. Vallástörténeti füzetek 2./ Szeged, JGYTF Történettudományi Tanszék, 1995.
- Őskor. Belvedere jegyzetek I. Szeged, Belvedere Meridionale Kiadó, 2003.
- Ókori Kelet. Belvedere jegyzetek II. Szeged, Belvedere Meridionale Kiadó, 2003.
- Az ókori Hellas. Belvedere jegyzetek III. Szeged, Belvedere Meridionale Kiadó, 2005.

### Fordítások
- Caius Sollius Modestus Sidonius Apollinaris levelei / Tanulmányok a Sidonius-levélgyűjteményhez. JGYF Kiadó; JGYTF Kiadó, Szeged. ISBN 9786155946714. Online elérés:https://real.mtak.hu/188396/